# Иван Георгиев (агроном)
Вижте пояснителната страница за други личности с името Иван Георгиев.
Иван Георгиев Кръстев е български учен – професор, агроном, специалист по лозарство и винарство с международно признание (член-кореспондент), изтъкнат деец в Министерството на земеделието – помощник-министър.
Иван Георгиев е 2-ро дете в 6-детно семейство. Неговите младежки години преминават под знака на войните от 1912 до 1918 г. Тогава е ученик и заедно с това работи като разсилен и писар в Българската народна банка и Мировото съдилище в родния си град. Участва в Първата световна война.

## Образование
Завършва гимназия в Пловдив през 1919 г. След това, до 1924 г., продължава образованието си като държавен стипендиант в Училището по лозарство и винарство в Конелиано, Италия и в Националното училище по земеделие в Монпелие, Франция, където завършва със званието инженер-агроном.
След завръщането си в България стажува в Средното лозаро-винарско училище в Плевен, а от 1925 до 1933 г. е асистент в Института по лозарство при Агрономо-лесовъдския факултет на Софийския университет. Специализира във Винарската опитна станция в Монпелие през 1929-1930 г. и, след съответна подготовка, получава степен лисансие по химия. Специализира също в Опитната станция по винарска химия и винарска микробиология в Гайзенхайм на Рейн, Германия през 1930-1931 г.

## Кариера
От 1933 до 1949 г. Иван Георгиев работи, с прекъсвания, в Министерството на земеделието и държавните имоти (наименувано след 1947 г. Министерство на земеделието и горите и Министерство на земеделието). Там заема следните длъжности: главен инспектор по лозарство и винарство, хабилитиран специалист по лозарство и винарство в Централния земеделски изследователски институт, началник на отделение за специални отрасли, директор на дирекцията по земеделие, скотовъдство и земеделско образование, главен секретар, помощник-министър.
През същия период от време, с прекъсване през 1936-1938 и 1942-1946 г., Иван Георгиев е делегат на българското правителство в Международната служба за лозата и виното (Office international de la vigne et du vin) в Париж. От 1945 до 1947 г. е делегат на българското правителство в Постоянния комитет на Международния земеделски институт (Institut international d’agriculture) в Рим.
Бил е член на Управителния съвет на Българския лозарски съюз и негов подпредседател, редактор на печатния орган на съюза списание „Лозарски преглед“, член на редакционната колегия на списание „Лозарство и винарство“. От 1938 до 1945 г. е редактор на списание „Аграрни проблеми“.
През 1946 г. е избран за професор в Агрономическия факултет на Пловдивския държавен университет. Създава Катедрата по винарство, преименувана по-късно в Катедра по винарска технология, и е неин ръководител до края на живота си. През 1951 г. е избран за член-кореспондент на Италианската академия за лозата и виното. От 1951 до 1953 г. е декан на Факултета по хранителна промишленост на Висшия селскостопански институт в Пловдив. От 1958 г. до последния си час е заместник-ректор на Висшия институт по хранителна и вкусова промишленост, Пловдив. През 1957 г. е директор на Научноизследователския технологически институт по винарска и пивоварна промишленост в София.
Бил е член на научни съвети и на редакционни колегии на научните трудове в институтите, в които е работил. Под негово ръководство се оформят множество млади научни кадри и специалисти в областта на винарската технология.

## Приноси
Печатната продукция на Иван Георгиев включва:
- научни трудове по лозарство и винарство, много от които са високо оценени както в България, така и в чужбина;
- учебници и ръководства за висши и средни училища, както и за по-широк кръг читатели, като:
  - „Винарство“ (1949),
  - „Енология“ (1951, 1957),
  - „Технология на вторичните лозаро-винарски материали“ (1952),
  - „Наръчник на винаря“ (в колектив, 1954, 1960);
- доклади на международни конгреси и съвещания, отпечатани в Бюлетина на Международната служба за лозата и виното (Bulletin de l’Office international de la vigne et du vin). Такива са:
  - главните доклади по темите „Производството на гроздов сок“ (Тунис, 1936) и „Кооперациите и търговията на трапезните грозда“ (Лисабон, 1938),
  - както и национални доклади като „Рационализиране на лозарството от гледна точка на производствените разходи и качеството на продуктите“ (Будапеща, 1934), „Технологията на винопроизводството и използването на вторичните продукти от лозата“ (Лозана, 1935), „Стабилизация на младите вина“ (Алжир, 1959);
- тематични публикации със стопанско-организационен, аграрполитически, аграрикономически и технологичен характер, отпечатани в специализирани издания и в ежедневния печат.

Научната и административната подготовка на Иван Георгиев му позволяват да вникне в основните проблеми на българското лозарство и винарство и да даде своя компетентен принос за тяхното разрешаване. Инициатор е за разработването на Закон за вината, спиртните напитки и оцета, който е приет през 1932 г. За неговото правилно приложение Иван Георгиев публикува, с колектив от специалисти, книгата „Характеристика и норми на българските вина“ (София, 1940). В този труд са разгледани сортовете лозя и типовете вина в България във връзка с екологичните условия за развитието на лозата; направен е анализ на образци от вина от всички произходи в страната, обхващащ 7 последователни реколти (1932-1938 г.), като са използвани еноложките правила. Заедно с това е горещ защитник на разграничаването на културното използване на виното от алкохолизма и енергичен деятел за въвеждането и увеличаването на консумацията на гроздов сок така, както се изисква от посочения закон.
По негово предложение е създадена Наредба-закон за уреждане засаждането на нови лозя и попълването на съществуващите, приета през 1935 г. При бързото увеличаване на лозовите насаждения с този нормативен документ се предотвратява разпространението на неподходящи десертни сортове и не се разрешава засаждането на винени сортове на неподходящи места. Особено значима е дейността на Иван Георгиев за организацията и строителството на винарските изби – основа за конкурентоспособността на българските вина на международните пазари. Като главен инспектор по лозарство и винарство способства за изграждането на винарски изби в различни райони на страната – гр. Павликени, с. Виноградец, с. Перущица, гр. Поморие и др. По-късно насочва усилията си към модернизация на винарските изби. За целта ръководи многопрофилен колектив от специалисти.

## Отличия
Иван Георгиев е носител на редица отличия, между които: лауреат на Международната служба за лозата и виното за неговия труд „рН като патогностичен индекс при болестта повдигане у вината“ (1932), Орден на италианската корона (1942), орден „Кирил и Методий“ (1957).

## Семейство
Жени се за първи път през 1925 г. От този брак има 2 сина. Съпругата му умира през 1935 г. след тежко боледуване. През 1939 г. той се жени втори път. От втория брак има още 1 син.